# Amphicercidus alticola
Amphicercidus alticola är en insektsart. Amphicercidus alticola ingår i släktet Amphicercidus och familjen långrörsbladlöss.

## Underarter
Arten delas in i följande underarter:
- A. a. alticola
- A. a. tschatcalica